# Miłosne kłamstwa
Miłosne kłamstwa (hindi: रेनकोट / Raincoat) – indyjski dramat psychologiczny z 2004 roku w reżyserii bengalskiego reżysera Rituparno Ghosha, będący jego debiutem reżyserskim. Film jest ekranizacją literackiego utworu Gift of Maggi autorstwa O. Henry'ego. W rolach głównych wystąpili Aishwarya Rai i Ajay Devgan. Zdjęcia kręcono w Kolkacie.

## Fabuła
Manoj „Mannu” Tripathi (Ajay Devgan) w poszukiwaniu pieniędzy na założenie własnego interesu przyjeżdża do Kalkuty. Zamieszkawszy na pewien czas u swojego szkolnego kolegi Aloka (Sameer Dharmadhikari) i jego żony (Mouli Ganguly), mężczyzna odwiedza kolegów z przeszłości starając się pożyczyć potrzebną mu sumę pieniędzy. Cierpi na tym jego duma: czuje się upokorzony i niespełniony. Cieniem na jego życiu kładzie się też miłość, która zakończyła się bolesnym rozstaniem. Przed laty jego ukochana, Neeru (Aishwarya Rai), w wyniku zaaranżowanego małżeństwa poślubiła bogatego mężczyznę z miasta. W pewien deszczowy dzień Manoj odwiedza kobietę w jej domu. Nie ma odwagi przyznać przed nią, że bez zabezpieczenia materialnego nadal pozostaje w tym samym punkcie życia. Okłamuje ją mówiąc, że jest znanym producentem filmowym i że wkrótce zamierza się ożenić. Neeru jest pod wrażeniem kłamstwa Mannu, lecz sama też wydaje się coś przed nim ukrywać. 

## Obsada
- Aishwarya Rai – Neeru
- Ajay Devgan – Mannu
- Surekha Sikri – matka Manu
- Annu Kapoor – właściciel domu
- Mouli Ganguly – Shila, żona przyjaciela Manu
- Sameer Dharmadhikar – Salok, przyjaciel Manu

## Piosenki
1. "Mathura Nagarpati" – Shubha Mudgal
2. "Akele Hum Nadiya Kinare" – Shubha Mudgal
3. "Raha Dekhe" – Shubha Mudgal
4. "Piya Tora Kaisa Abhimaan" – Hariharan i Shubha Mudgal
5. "Hamari Galiyan Hoke Aana" – Meena Mishra
6. "Jug Jiye" – Meena Mishra
7. "Subah Subah"

## Nagrody
- National Film Award 2005
  - Najlepszy film w języku hindi
- Nagroda Zee Cine dla Najlepszej Aktorki 2005
  - Nagroda Krytyków dla Najlepszej Aktorki – Aishwarya Rai
- Międzynarodowy Festiwal Filmowy w Karlowych Warach 2005
  - nominacja dla reżysera – Rituparno Ghosh
- Nagroda Filmfare 2005
  - nominacja do Nagrody Filmfare dla Najlepszej Aktorki – Aishwarya Rai